# Оссіан
Оссіа́н (англ. Ossian), Ойсін (ірл. Oisin) — легендарний ірландський бард III століття, персонаж численних ірландських легенд, міфів, історичних переказів так званого феніанського циклу скел (ірландських саг). Постать Оссіана стала особливо популярною в європейському мистецтві після містифікації шотландського поета Джеймса Макферсона, який заявив, що ним були знайдені давні вірші Оссіана, які насправді, як вважається, написав сам Джеймс Макферсон від імені Оссіана.

## Ойсін в ірландських легендах

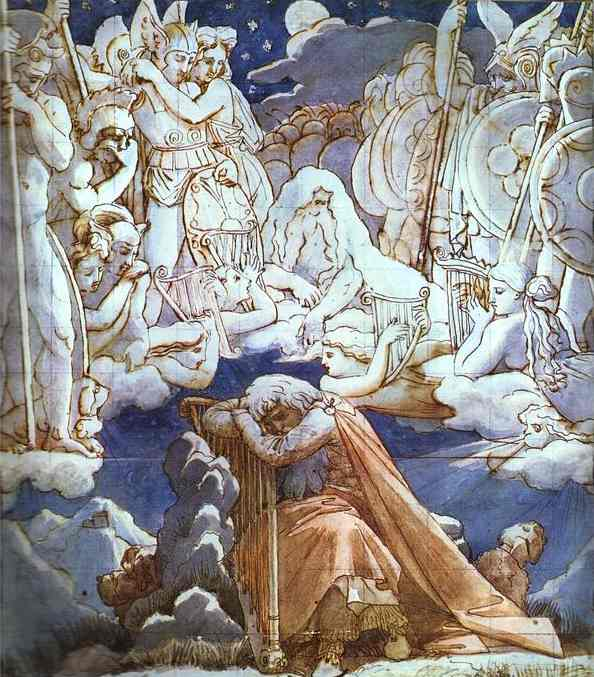
О́йсін (Оссіан) бачить уві сні свого батька Фі́нна (Фі́нгала) і його Фіа́́ну (фінни, фенії). Малюнок художника Жана Огюста Домініка Енгра

За давніми легендами Ойсін був сином ірландського героя Фінна мак Кумала (Фінгала) (ірл. Fionn mac Cumhaill) і його дружини Садб, що жили в Ірландії у III столітті. Про них розповідається, зокрема, в скелі «Переслідування Діармайда і Грайне».
Фінн мак Кумал та його син Ойсін були феніями — професійними воїнами, що в давній Ірландії становили окрему привілейовану касту. Доступ у цю касту був обмежений: охочий стати фенієм повинен був не тільки мати виняткові фізичні здібності, пройти ряд важких випробувань, але і володіти поетичним мистецтвом — повинен був знати на пам'ять «всі 12 книг пісень». Функцією цього військового стану був захист Ірландії від зовнішніх ворогів, які періодично здійснювали напади на Ірландію з берегів Альби (нинішньої Шотландії) та Британії. Крім того, в ті часи існувала загроза захоплення Ірландії Римською імперією. Але верховні королі Ірландії, місцеві королі васальних королівств, вожді кланів були незадоволені існуванням такої касти з чисельними привілеями — вони мусили обмежувати свою владу. У III столітті верховний король Ірландії Кайрбре Ліфехайр (ірл. Cairbre Lifechair) (245—272 роки правління) почав проти феніїв війну. У той час ватажком феніїв був Ойсін.
У скелі «Битва Гавра» говориться, що верховний король Кайрбре Ліфехайр прогнівався на Фінна і феніїв, вирішив, що забагато влади і впливу має ця організація воїнів в Ірландії. Скликав він представників різних земель і племен Ірландії і наказав їм «пригадати все зло яке вчинили проти них фенії, всі приниження і податки якими фенії їх обложили». І потім заявив: «Нехай я помру, але більше не буде так. Ірландія повинна бути вільна від феніїв». Потім зібрав військо і пішов на феніїв війною.
Але перед тим він запросив до себе одного з ватажків феніїв — Осгара. По дорозі до короля Осгар зустрів жінку з сідів, яка прала в річці закривавлений одяг. На запитання Осгара: «Чи переш ти цей одяг для мертвих?» Жінка відповіла: «Незабаром будуть кружляти над тобою круки на полі битви». І напророчила, що судилось Осгару в тій битві вбити дев'ятсот воїнів і смертельно поранити короля. Король Кайрбре зустрів Осгара вдавано привітно, влаштував бенкет, а потім запропонував Осгару помінятися списами, на що Осгар рішуче відмовив і покинув королівський палац. До феніїв прибув гонець короля, який повідомив, що король надалі відмовляється платити феніям за їхню службу. Фенії і військо короля зійшлися в битві під Гавре (ірл. Gabhra). На боці короля було військо королівств Коннахту, Уладу, а також вождь Голл мак Морна (ірл. — Goll mac Morna) і його прибічники. Феніїв підтримали королівство Мюнстер (Муму) та плем'я дессі. У битві загинули як ватажок фенів Осгар, так і верховний король Ірландії Кайрбре Ліфехайр. Усіх загиблих урочисто поховали — ватажкам феніїв вирили могили, які робили тільки королям. Після цієї кровопролитної битви, в якій загинув весь цвіт ірландського воїнства, військова організація феніїв занепала і незабаром останні фенії загинули. Останніми феніями були Кайлте мак Ронань (ірл. Caílte mac Rónáin) і Ойсін мак Фінн (ірл. Oisín mac Fionn).
Народні легенди та казки оспівали Ойсіна та його батька Фінна як улюблених героїв, ідеальних воїнів прекрасного минулого Ірландії. Згідно з легендами Ойсін потрапив у сід — країну Вічно Юних і перебував там кілька сотень років, а потім повернувся в світ людей у часи святого Патріка.
Цікаво, що в найдавніших легендах він не згадується як поет. Поетом називається його брат Фергус Солодка Мова.

## Вірші Оссіана, опубліковані Джеймсом Макферсоном

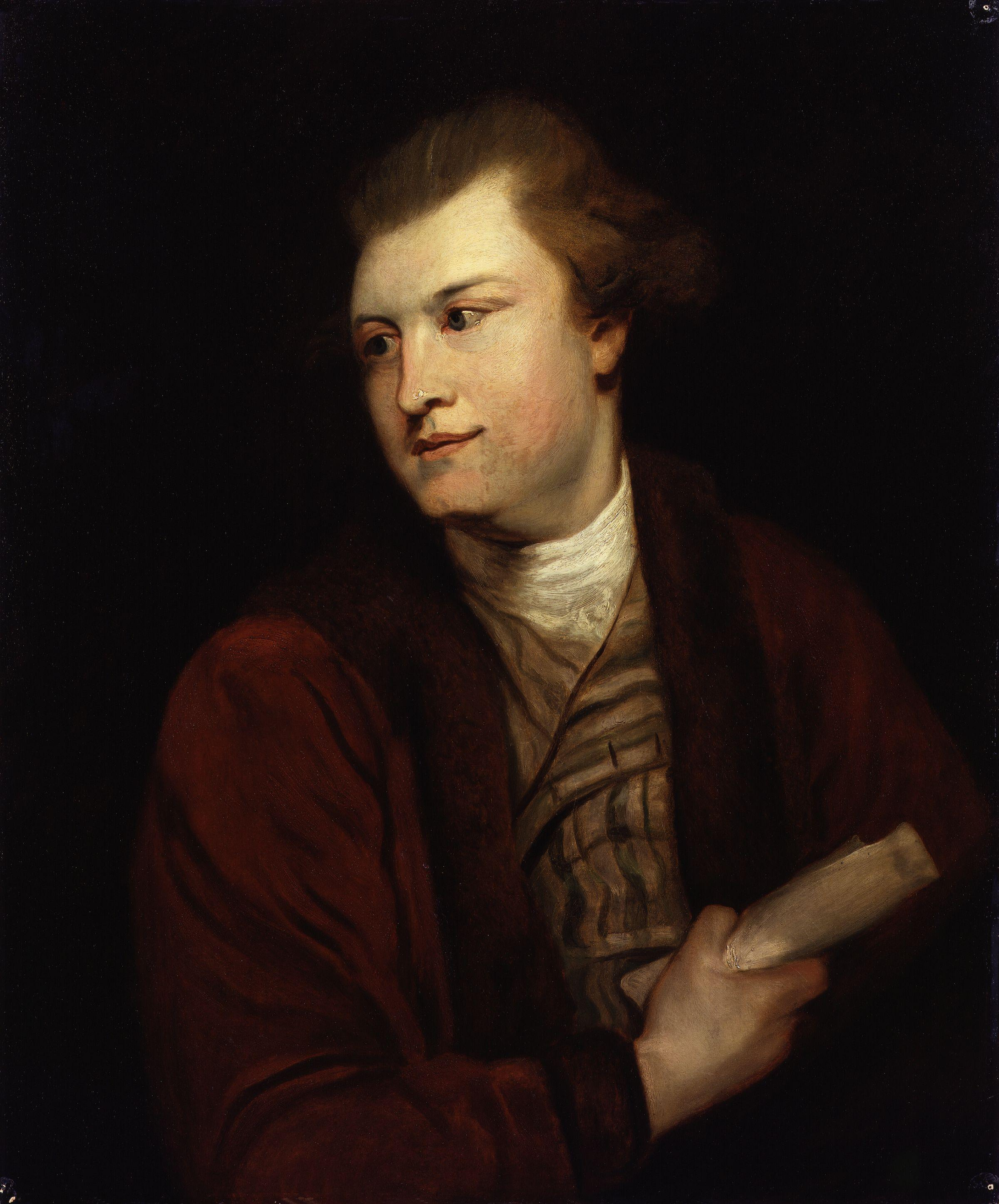
Джеймс Макферсон, худ. Дж. Рейнолдс, до 1792 р.

У середині XVIII століття опублікував переклади віршів і пісень Оссіана англійською мовою, які належали (за його словами) давньому ірландському поету та барду Оссіану, що жив у III столітті. Обставини публікації були наступні:

Восени 1759 року в курортному містечку Моффате на півдні Шотландії поет-початківець Джеймс Макферсон, що працював тоді вихователем (гувернером) 11-річного Томаса Грема познайомився з Джоном Хоумом (John Home) — автором відомої в той час трагедії «Дуглас». Розмови між ними йшли про давню шотландську поезію. Макферсон заявив, що в нього є кілька зразків давньої поезії. Хоум не володів гельською мовою — давньою шотландською мовою, що була тотожна північному (ольстерському) діалекту ірландської мови. Він попросив Макферсона перекласти йому ці вірші, щоб він мав змогу ознайомитись з давньою кельтською поезією. Макферсон приніс йому переклади. Ці вірші настільки вразили Хоума, що він поспішив показати їх своїм друзям в Единбурзі — філософу Девіду Юму, Генрі Хоуму, історику Вільяму Робертсону, економісту Адаму Сміту, що в ходили у так званий гурток Г'ю Блера. Блер був настільки вражений віршами, що запросив Макферсона і попросив його перекласти всі давні вірші, які у нього є. У результаті цього у 1760 році у Единбурзі вийшла друком книжка «Уривки стародавніх віршів, зібрані у гірських районах Шотландії в перекладі з гельської або ірландської мови». Книжка містила 15 великих уривків віршів чи то поем. Книга мала величезний успіх. У тому ж році було здійснене друге видання. У передмові, яку написав Блер, було висловлене припущення, що ці вірші є уривками великого епічного твору про феніїв та війни Фінгала і описують події III століття. Блер переконав Макферсона залишити посаду вчителя і вирушити в гори Шотландії в пошуках давніх легенд, пісень та поезій. Після того як були знайдені необхідні кошти, Макферсон вирушив у подорож графствами Перт, Аргайл, Инвернесс, островами Скай, Саут-Віст, Норт-Віст та Бенбек'юла, що входять до Гебридських островів, після чого в жовтні він приїхав до Рутвена. Потім він здійснив другу подорож на узбережжя графства Аргайл та острова Малл.
Повернувшись у 1761 році в Единбург, Макферсон заявив, що йому «пощастило знайти майже повну поему, справжній епос про Фінгала. Давнина її встановлюється легко, вона перевершує все, що написане цією мовою, і, можна вважати, не поступається і більш досконалим творам написаним у цьому ж стилі, які є в інших народів». Блер організував збір коштів на друк цієї поеми — переклад був опублікований у Лондоні у 1761—1762 роках під назвою «Фінгал, давня епічна поема у шести книгах, разом з кількома іншими поемами Оссіана, сина Фінгала. Переклад з гельської мови здійснений Джеймсом Макферсоном.» Не дивлячись на високу ціну, книга була швидко розкуплена, потрібно було наступне видання, яке відбулось у 1762 році. Через рік з'явився наступний том — «Темора».
Таким чином, до 1763 року Макферсон опублікував дві великі поеми Оссіана — «Фінгал» та «Темора» та 21 малу поему. Після цього Макферсон зайнявся політичною діяльністю, виступав як історик і памфлетист. У 1765 році вийшла друком нова книга поем Осіана — тих самих, тільки в новій редакції і в новому поліграфічному оформленні. У 1773 році Макферсон здійснив ще одне видання «Поем Оссіана» зі значними стилістичними правками. Поеми були розміщені в історичній послідовності:
- І том: «Кат-лода», «Комала», «Карік-тура», «Картон», «Ойна-морул», «Кольнадона», «Ойтона», «Крома», «Кальтон та Кольмала», «Битва з Каросом», «Катлін з Клути», «Сульмала з Лумону», «Війна Ініс-тони», «Пісні з Сельми», «Фінгал», «Лаемой», «Дар-тула», «Смерть Кухулина», «Битва при Лорі»;
- II том: «Тенора», «Конлат та Кутона», «Бератон».

Після цих публікацій від Макферсона стали вимагати показати або опублікувати оригінали записів цих поем і пісень, записані гельською мовою. Макферсон відкладав це, посилаючись на зайнятість. Тести цих поем гельською мовою були опубліковані у 1807 році вже після смерті Макферсона. Але дослідники заявили, що ці тексти написані на сучасній гельській (шотландській) мові з чисельними англійськими словами і виглядають як переклад опублікованих раніше поем з англійської мови на гельську. Тому ці поеми стали вважатися містифікацією.

## Поеми Оссіана в європейській культурі

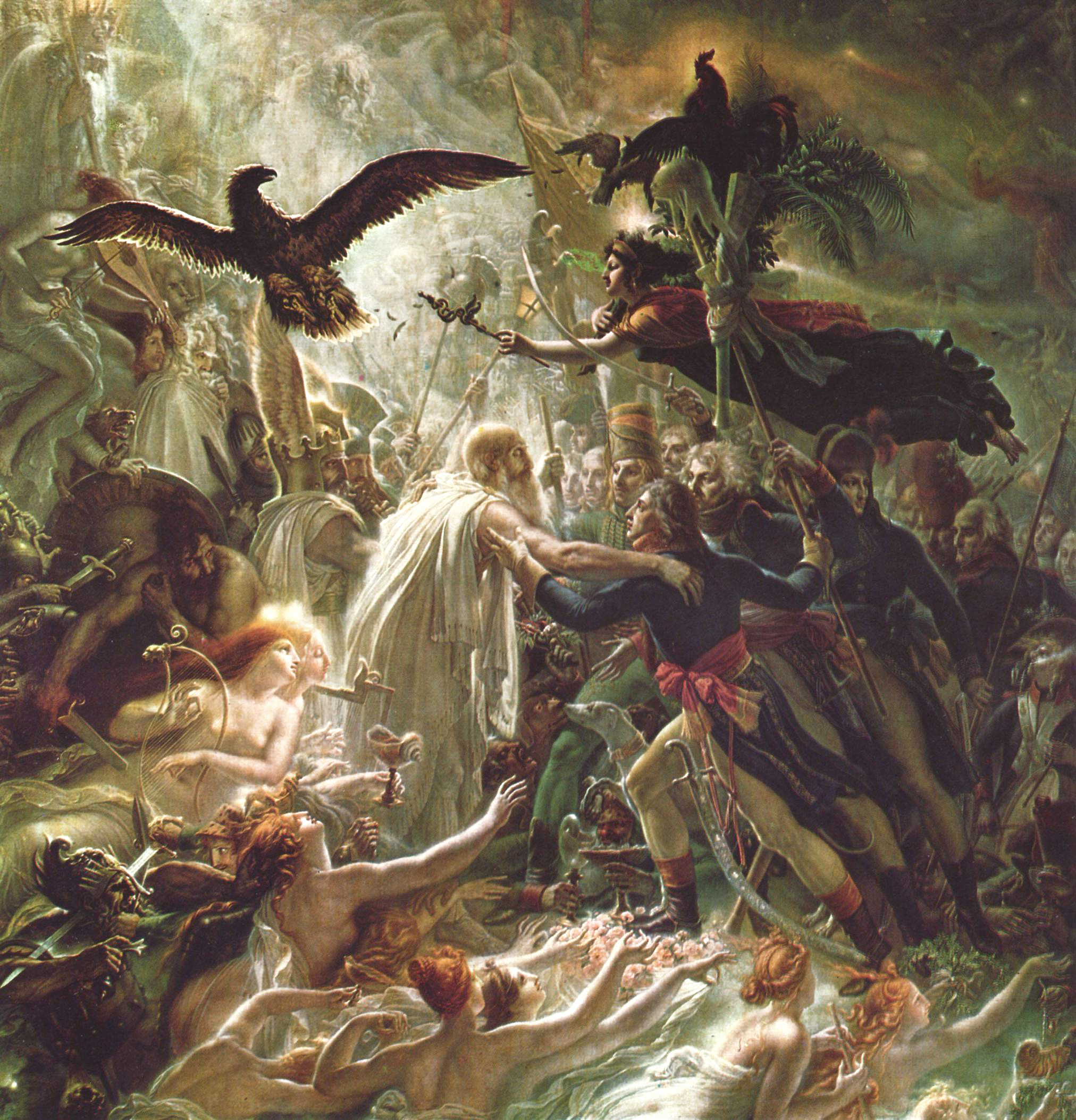
Оссіан, Франсуа Паскаль Симон Жерар, поч. XIX ст.

Опубліковані поеми Оссіана мали величезний вплив на дослідження епосу європейських народів і на європейську літературу та культуру загалом, не зважаючи на те, що вони були оголошені містифікацією. Як в епоху середньовіччя кельтські легенди про короля Артура та лицарів круглого столу були дуже поширені в Європі і справили величезний вплив на європейську культуру, так і в XIX столітті кельтська культура стала дуже популярною в Європі завдяки публікаціям поем Оссіана. І то не тільки зміст, але і стиль. Якщо в легендах про короля Артура це культ лицарства, благородства, культ прекрасної дами, то в поемах Оссіана це культ таємничого, загадкового, елегійні настрої, романтизм.
В Англії поеми Оссіана мали сильний вплив на Вальтера Скотта, поетів Озерної Школи, Байрона. У Німеччині Клопшток, Гердер, поети школи «Бурі і натиску» були під сильним впливом поем Оссіана. Навіть Гете від імені свого героя Вертера писав: «Оссіан витіснив з мого серця Гомера.»
Італійський переклад поем Оссіана супроводжував Наполеона Бонапарта у всіх його походах. Художники Жерар, Жироде, Енгр малювали картини на сюжети поем Оссіана.